# Таиланд на летних Олимпийских играх 2008
Таиланд принимал участие в Летних Олимпийских играх 2008 года в Пекине (Китай) в четырнадцатый раз за свою историю и завоевал две серебряные и две золотые медали. Сборную страны представлял 51 участник.

## Золото
- Бокс, мужчины — Сомчит Чонгчохор.
- Тяжёлая атлетика, женщины — Прапавади Чаренраттанатаракун.

## Серебро
- Бокс, мужчины — Манус Бунчамнонг.
- Тхэквондо, женщины — Буттри Пхыатпхонг.